# Wolfgang Kindler

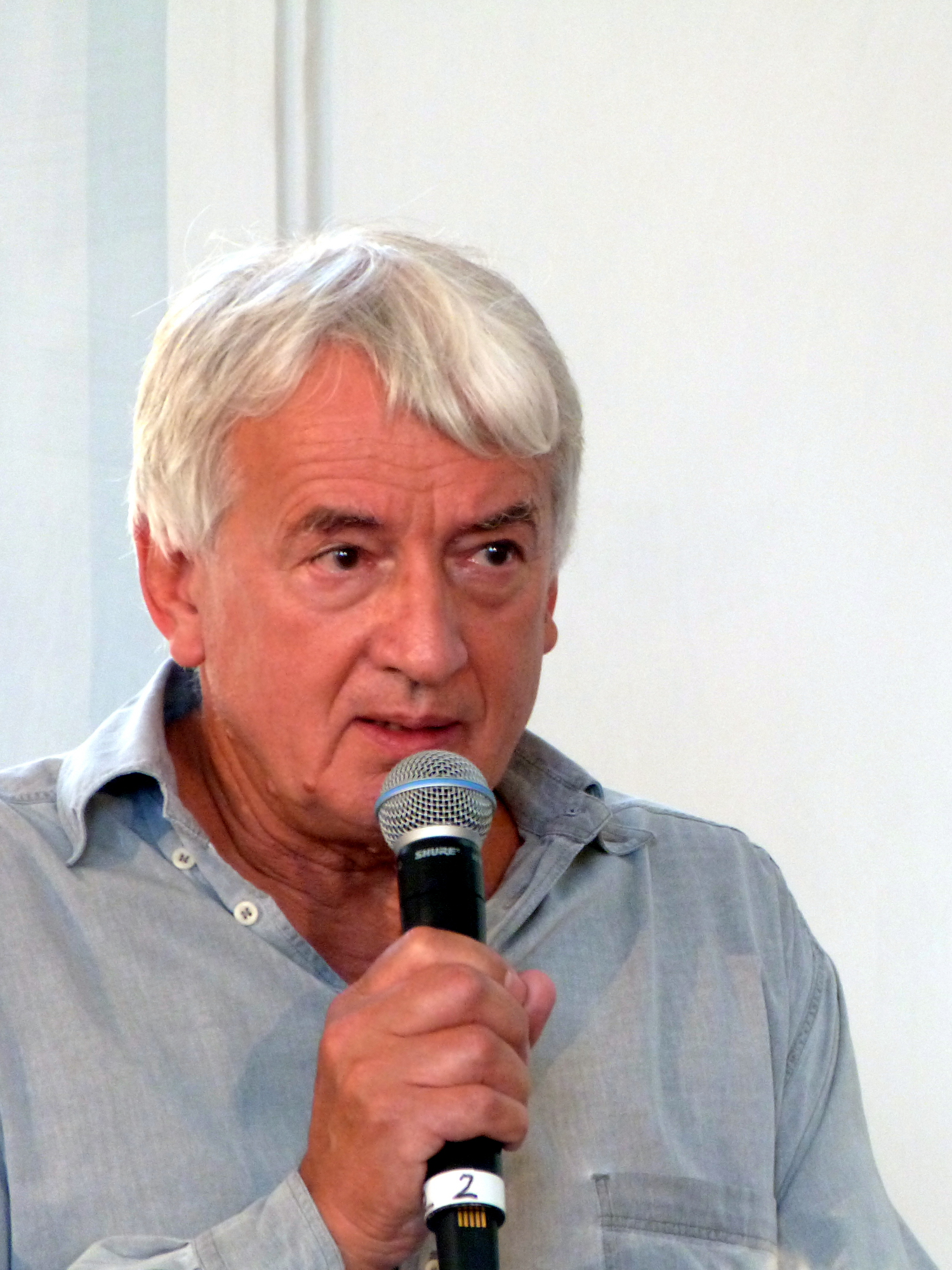
Wolfgang Kindler (2016)

Wolfgang Kindler (* 1948) ist ein deutscher Mobbing-Berater und Buchautor.

## Werdegang
Kindler unterrichtete auf dem Gymnasium Petrinum Recklinghausen Deutsch, Sozialwissenschaften und Pädagogik. Seit dem Amoklauf von Emsdetten im November 2006 berät er Schulen in ganz Nordrhein-Westfalen über Mobbing. Laut Schulministerium NRW gilt Kindler als nationaler sowie internationaler Experte auf diesem Gebiet, was er sich durch 15 Jahre Selbststudium und gezielte Fortbildungen erarbeiten konnte. Als Autor veröffentlichte Kindler mehrere Bücher, von denen die meisten das Thema Mobbing behandeln. Seine Bücher erscheinen im Verlag an der Ruhr.

## Werke (Auswahl)
- Gegen Mobbing und Gewalt (2002)
- Man muss kein Held sein – aber ...! Verhaltenstipps für Lehrer in Konfliktsituationen und bei Mobbing. Verlag an der Ruhr, Mülheim an der Ruhr 2006
- Dich machen wir fertig! Verlag an der Ruhr, Mülheim an der Ruhr 2007
- Wenn Sanktionen nötig werden (2007)
- Ein Fußballer muss das aushalten. Verlag an der Ruhr, Mülheim an der Ruhr 2008
- Den haben wir voll abgezogen. Verlag an der Ruhr, Mülheim an der Ruhr 2009
- Schnelles Eingreifen bei Mobbing (2009)
- Schluss mit Mobbing (2013)